# Lisansjön
Lisansjön är en sjö i Finland.   Den ligger i kommunen Malax i landskapet Österbotten, i den sydvästra delen av landet, 300 km nordväst om huvudstaden Helsingfors. Lisansjön ligger 39 meter över havet. Den ligger vid sjön Lillträsket. I omgivningarna runt Lisansjön växer i huvudsak blandskog.
I övrigt finns följande vid Lisansjön:
- Lillträsket (en sjö)